# Вулька-Кобиля
Вулька-Кобиля (пол. Wólka Kobyla) — село в Польщі, у гміні Скужець Седлецького повіту Мазовецького воєводства.
Населення — 244 особи (2011).
У 1975-1998 роках село належало до Седлецького воєводства.

## Демографія
Демографічна структура станом на 31 березня 2011 року:
|          | Загалом | Допрацездатний вік | Працездатний вік | Постпрацездатний вік |
| -------- | ------- | ------------------ | ---------------- | -------------------- |
| Чоловіки | 124     | 38                 | 79               | 7                    |
| Жінки    | 120     | 21                 | 67               | 32                   |
| Разом    | 244     | 59                 | 146              | 39                   |